# فيرونيكا يب
فيرونيكا يي (بالإنجليزية: Veronica Yip)‏ هي مصرفية وممثلة أمريكية، ولدت في 12 فبراير 1967 بهونغ كونغ في الصين.

## وصلات خارجية
- فيرونيكا يب على موقع IMDb (الإنجليزية)
- فيرونيكا يب على موقع ميوزك برينز (الإنجليزية)
- فيرونيكا يب على موقع ديسكوغز (الإنجليزية)
- فيرونيكا يب على موقع قاعدة بيانات الفيلم (الإنجليزية)